# Loiri Porto San Paolo
Loiri Porto San Paolo (sardinsky: Lòiri Poltu Santu Pàulu) je italská obec (comune) v provincii Sassari v regionu Sardinie. Nachází se ve výšce 105 metrů nad mořem a má přibližně 3 700 obyvatel. Rozloha obce je 118,52 km².